# Cooperativa de cursos artificiales de agua

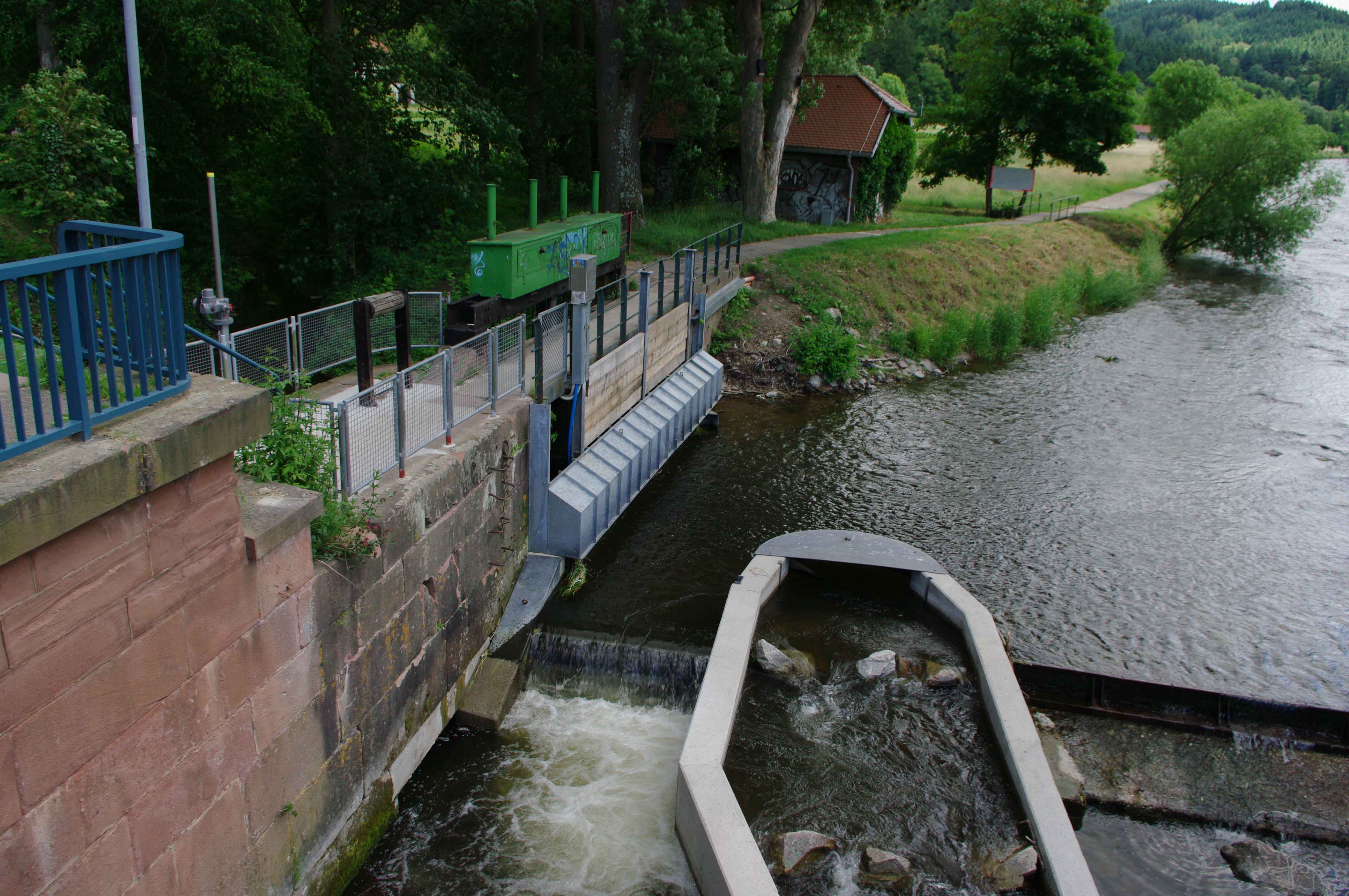
Presa de ajuste para la derivación del canal comercial del curso artificial de agua superior de los propietarios de empresas del Dreisam

Las cooperativas de cursos artificiales de agua (nombre local: Runzgenossenschaften) son una serie de cooperativas existentes en la ciudad alemana de Friburgo de Brisgovia, Baden-Wurtemberg, que gestionan cursos artificiales de agua de forma conjunta con fines de explotación económica, por ejemplo para suministro de agua, molinos o energía.
Durante muchos siglos los hombres hicieron cambios en el curso de las aguas que fluyen. Especialmente en las ciudades emergentes de la Edad Media se encuentra pequeños canales artificiales de agua para impulsar molinos u operar rectificadoras. Aparte de la utilización comercial, el agua fue utilizada también para la irrigación controlada de prados y campos. Una palabra que se emplea sobre todo en el sur del área lingüística alemana y sobre todo en alemánico para tales cursos artificiales de agua es Runz que está relacionada con las palabras alemanas Rinnsal (chorrera de agua) y rinnen (fluir lentamente y en pequeñas cantidades). El diccionario estándar de la lengua alemana, el Duden, define la variante ortográfica Runs como estrecho curso de agua [con torrente] en laderas de montañas que se emplea sobre todo en el alemán del sur de Alemania, de Austria y de Suiza y que viene del alto alemán medio runs(t) y alto alemán antiguo runs(a) significando (curso de) arroyo. Sin embargo, al sur de Friburgo se emplea Runs también para cursos artificiales de agua, p.ej. los de Neuenburg o de Hügelheim (un barrio de Müllheim).
El primer curso artificial derivado del río Dreisam es el canal comercial (nombre local: Gewerbewekanal). Comienza al lado del desarenador en el este de Friburgo. Su agua fue usada por las numerosas pequeñas empresas artesanales que se establecieron fuera de las murallas de la ciudad en la zona que fue llamada barrio de caracoles (nombre local: Schneckenvorstadt).
Los cursos artificiales aportan agua al centro de la ciudad. Punto clave para el mantenimiento de los cursos artificiales es su desviación para limpiarlos que se llama Bachabschlag (literalmente: desviación del arroyo). Para ello son desangrados todos los años durante dos semanas. En esta ocasión el canal comercial es limpiado a fondo en todo su transcurso de nueve kilómetros de longitud. Antes los peces son sacados primero del canal. Además, una comisión inspecciona el canal seco y los daños detectados van a ser reparados y basura y desperdicios eliminados.
El canal comercial es un curso de agua de segundo orden donde la ciudad tiene el deber de sustento. Además es un curso artificial de agua usado económicamente por grupos de intereses, las cooperativas de cursos artificiales de agua, que tienen también ciertas obligaciones como el mantenimiento de las ruedas hidráulicas que pueden ser limpiadas y reparadas durante la desviación. Como el canal comercial atraviesa el casco urbano sus muros son a la vez los muros exteriores de las casas aledañas cuyos propietarios pueden también aprovechar de la ocasión.
Con la industrialización en el siglo XVIII el canal industrial ganó en importancia. Su agua fue utilizada por muchas empresas cuyos propietarios fueron miembros de la cooperativa. Entre ellos fueron los empresarios Flinsch (industria papelera), Mez (industria textil), Grether (industria alimentaria), Fauler (industria metalúrgica) o Krumeich (industria maderera). Este período terminó con el fin de la Segunda Guerra Mundial y solo en los años noventa del siglo XX hubo un cambio de pensamiento en cuanto a la generación de electricidad y el canal comercial es de nuevo considerado como una ubicación atractiva para empresas.

## Enlaces
- Wikimedia Commons alberga una categoría multimedia sobre Canal comercial de Friburgo.

- Datos: Q2176465
- Multimedia: Gewerbekanal Freiburg / Q2176465